# Mojesz
Mojesz est une localité polonaise de la gmina et du powiat de Lwówek Śląski en voïvodie de Basse-Silésie.